# Ієрофей (Лобачевський)
Ієрофей (Лобачевський) (24 березня 1783 —17 квітня 1871) — український церковний діяч, викладач, єпископ Острозький, вікарій Волинський, архимандрит Дерманського Свято-Троїцького монастиря.

## Життєпис
Преосвященний Ієрофей (в миру Яків Федорович Лобачевський) народився 24 березня 1789 року в місті Ковель Волинської губернії. При хрещенні отримав ім'я Яків. Архімандрит Амвросій писав, що «батько його Федір Лобачевський під час унії, яка в той час повсюди існувала в цьому краю, був священиком Ковельської Хрестовоздвиженської церкви, але не настоятелем, а тільки вікарєм прихідського священика Рафальського, якого рідна сестра Анна була мамою Якова. Бути повноправним прихідським священиком заважало Федору те, що він пам'ятав і любив обряди та звичаї древнього православ'я, тримався їх, і тому при всьому благочестивому, бездоганному та ревному пастирскому житті його не любив тодішній власник міста Ковель, польський фанатик, та уніатські священики, які були сліпо віддані латинству. Федір, будучи сам уніатом, носив бороду та одяг православних священиків. Ось у чому вся причина, чому не долюблювало його уніатське духовне начальство і не призначало настоятелем».
Початкову освіту здобув у рідному домі. У 1795 році було засновано Волинську семінарію в Острозі, до якої у 1799 році вступив Я. Лобачевский.
По закінченні філософського курсу Лобачевський у 1807 році вступив до Києво-Могилянської академії, де вивчав філософію, богослов'я, а також латинське і російське красномовство, грецьку, французьку, німецьку мови, історію. Навчання скінчив у 1811 році, в рік пожежі на Подолі, яка обірвала заняття в Києво-Могилянській академії, і повернувся на батьківщину.
Перебував на різноманітних вчительських посадах у Волинській семінарії. Як педагог Лобачевський відзначався спокійним, тихим, доброзичливим характером, з відданістю виконував свої обов'язки. У 1814 році прийняв чернечий постриг у Загаївському монастирі св. Іоанна Милостивого на Волині, з 1819 році — його архімандрит. Але не залишав педагогічної праці у семінарії, де викладав риторику. З 1815 року, після реорганізації семінарії, обіймав посаду інспектора та виконував обов'язки професора філософії. Під час сутичок між волинським архієреєм С.Романовським і семінарською корпорацією Ієрофея Лобачевського у 1823 році було звільнено. Але архієрей залишив його настоятелем Загаївського монастиря, де він зайнявся відбудовою і упорядкуванням монастирських споруд.
У 1829 році його переведено настоятелем до Дерманського Свято-Троїцького монастиря. Тут він також відновив головний монастирський храм та відбудував монастирське духовне училище, які постраждали внаслідок пожежі. Лобачевський не залишив настоятельства у монастирі навіть тоді, коли його у 1845 році було висвячено на єпископа Острозького та вікарія Волинського. Тоді ж стає віцепрезидентом Волинського опікунського комітету над тюрмами (Попечительного о тюрьмах комитета). Помер 17 квітня 1871 року. Поховано Лобачевського у Дерманському Свято-Троїцькому монастирі.

## Творчість
Сучасники Лобачевського відзначали його освіченість, глибокі знання з богословських, філософських та природничих наук, прекрасне володіння латинською, грецькою, єврейською, польською, французькою, німецькою, італійською та англійською мовами.
Ієрофей Лобачевський мав чудову бібліотеку. Займався літературною працею. Друкував, не підписуючись своїм іменем, статті історичного змісту, ґрунтовну рецензію на твір архімандрита Тихона «Историко-статистическое описание Минской епархии». Брав участь у роботі Комісії, створеної для видання давніх актів та документів з історії Південно-Західної Росії (України). Серед його праць є трактат «Про давнину і значенні Дерманської обителі» і нариси «Про Острозьку Богоявленську церкву».